# Abdelaziz ben Turki al-Fayçal
Abdelaziz ben Turki al-Faisal, né le 4 juin 1983 à Riyad, est un pilote automobile saoudien, membre de la dynastie Al Saoud. Il compte notamment six participations aux 24 Heures du Mans, entre 2011 et 2017. Il est le ministre des Sports de l'Arabie saoudite depuis le 23 février 2020

## Biographie
Né le 4 juin 1983 à Riyad, Abdelaziz ben Turki al-Fayçal est le fils de Turki ben Fayçal Al Saoud et le petit-fils du roi Fayçal d'Arabie saoudite.

## Carrière sportive
En 2011, il pilote la BMW Z4 GT3 (E89) de Schubert Motorsport en championnat d'Europe FIA GT3.
En mars 2012, il effectue un test au volant de la Lola B12/60 de Dyson Racing à Sebring. En juin, il participe à la manche du Sachsenring en ADAC GT Masters. En septembre, un film sur sa participation aux 24 Heures du Mans est publié. Fin novembre, il annonce qu'il s'impliquera pour faire la promotion d'un programme de sécurité routière en partenariat avec Shell en Arabie saoudite. En fin d'année, il remporte le titre en Porsche GT3 Cup Challenge Middle East.
En janvier 2013, il prend part aux 24 Heures de Dubaï, où il abandonne sur problème mécanique.

## Carrière politique
Nommé en décembre 2018 à la tête de l'Autorité générale des Sports de l'Arabie saoudite,, il est nommé ministre quand celle-ci est transformée en ministère des Sports le 23 février 2020.

## Résultats aux 24 Heures du Mans
Résultats de Abdulaziz bin Turki Al-Faisal aux 24 Heures du Mans, :
| Année | Equipe                 | Voiture                   | Equipiers                          | Catégorie | Tours | Pos. | Cat. pos. |
| ----- | ---------------------- | ------------------------- | ---------------------------------- | --------- | ----- | ---- | --------- |
| 2011  | Team Felbermayr Proton | Porsche 911 GT3 RSR (997) | Bryce Miller Nick Tandy            | GTE Pro   | 169   | Abd. | Abd.      |
| 2012  | Prospeed Competition   | Porsche 911 GT3 RSR (997) | Bret Curtis Sean Edwards           | GTE Am    | 180   | Abd. | Abd.      |
| 2013  | JMW Motorsport         | Ferrari 458 Italia GT2    | Andrea Bertolini Khaled Al Qubaisi | GTE Pro   | 300   | 34e  | 10e       |
| 2014  | JMW Motorsport         | Ferrari 458 Italia GT2    | Seth Neiman Spencer Pumpelly       | GTE Am    | 327   | 27e  | 7e        |
| 2015  | JMW Motorsport         | Ferrari 458 Italia GT2    | Jakub Giermaziak Michael Avenatti  | GTE Am    | 320   | 36e  | 7e        |
| 2017  | Proton Competition     | Porsche 911 RSR (991)     | Patrick Long Mike Hedlund          | GTE Am    | 329   | 37e  | 9e        |